# Charles Victor Emmanuel Gauci

Wappen von Charles Gauci

Charles Victor Emmanuel Gauci (* 31. März 1952 auf Malta) ist ein maltesisch-australischer Geistlicher und römisch-katholischer Bischof von Darwin.

## Leben
Charles Victor Emmanuel Gauci zog im Alter von zwölf Jahren mit seiner Familie nach Australien und schrieb sich 1971 ins Priesterseminar von Adelaide ein. Er empfing am 10. Dezember 1977 das Sakrament der Priesterweihe. Er versah Tätigkeiten als Gemeindepfarrer und war Präsident des Priesterrats im Erzbistum Adelaide.
Am 27. Juni 2018 ernannte ihn Papst Franziskus zum Bischof von Darwin. Der emeritierte Bischof von Darwin, Daniel Hurley, spendete ihm am 26. September desselben Jahres die Bischofsweihe; Mitkonsekratoren waren der Bischof von Port Pirie, Gregory O’Kelly SJ, und der Weihbischof in Perth, Donald Sproxton.
2023 unterstützte Gauci die Absicht Mark Coleridges, „verheiratete Männer der australischen Ureinwohner zu katholischen Priestern weihen“ zu dürfen. Dafür brauche es eine „Ausnahmeregelung für verheiratete indigene Priester“.